# Эрскин, Ральф
Ральф Эрскин (швед. Ralph Erskine, 24 февраля 1914 — 16 марта 2005) — шведский архитектор и инженер-проектировщик.

## Биография
Эрскин родился в северном Лондоне в семье пресвитерианского священника. Его родители были фабианцами. Несмотря на это он получил начальное образование в квакерской школе (1925—1931). Он стал придерживаться квакерских взглядов, что оказало определённое влияние на его взгляды. В 1930 годы изучал архитектуру в Университете Вестминстера. Его однокурсником был ставший впоследствии знаменитым британским архитектором и дизайнером Гордон Каллен. После окончания университета работал в группе дизайнеров под руководством Луиса де Суассон.
C 1940-х годов работал в Швеции.
Автор многочисленных архитектурных и градостроительных проектов в Швеции, Канаде и Великобритании.
В 1966 году он стал почетным членом Американского института архитектуры, а также Королевской шведской Академии Искусств в 1972 году. Он был удостоен Золотой Архитектурной Медали RIBA в 1987 году.

## Работы
- Жилые дома в городе Гютторп. 1945—1955.
- Торговый центр в Лулео.
- Жилой комплекс Бриттгорден в городе Тибру. 1959—1966.
- Проект застройки шахтёрского поселка Сваппавара.
- Комплекс жилых, общественных и торговых зданий в Кируне.
- Проект застройки канадской арктической станции Резольют.
- Жилой комплекс Byker Wall. Ньюкасл. 1970-е.
- Библиотека Стокгольмского университета. 1983.
- Жилой район Малминкартано в Хельсинки. 1987.
- «Дом юристов». Стокгольмский университет. 1991.
- «Аула Магна» (Aula Magna). Большой аудиторный зал на 1200 мест. Стокгольмский университет.
- «Альхусет» (Allhuset). Стокгольмский университет.
- Офисное здание «Ковчег». Лондон. 1990.
- ЖК Greenwich Millennium Village. Лондон.

## Галерея

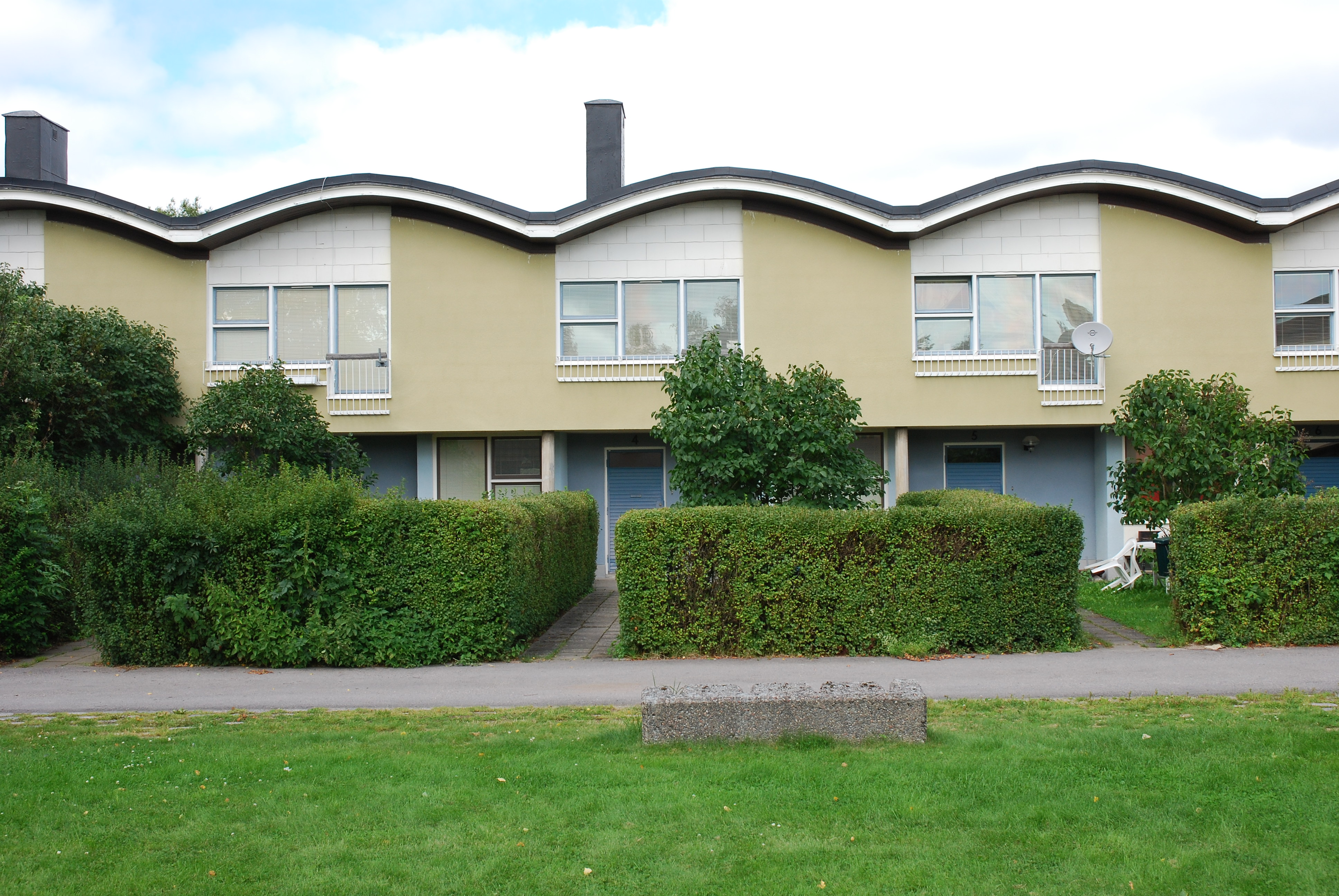
Дом-терраса
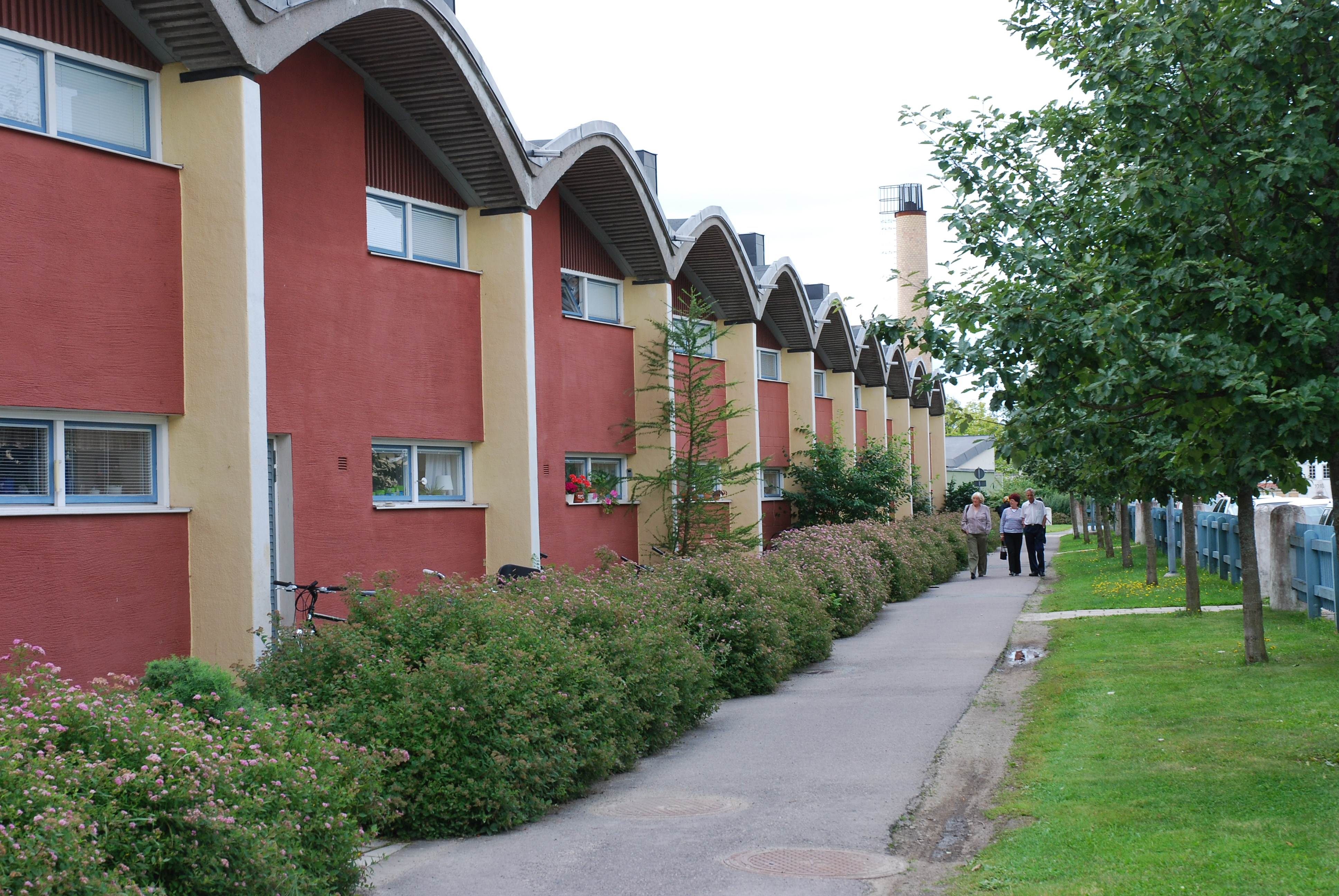
Дом-терраса
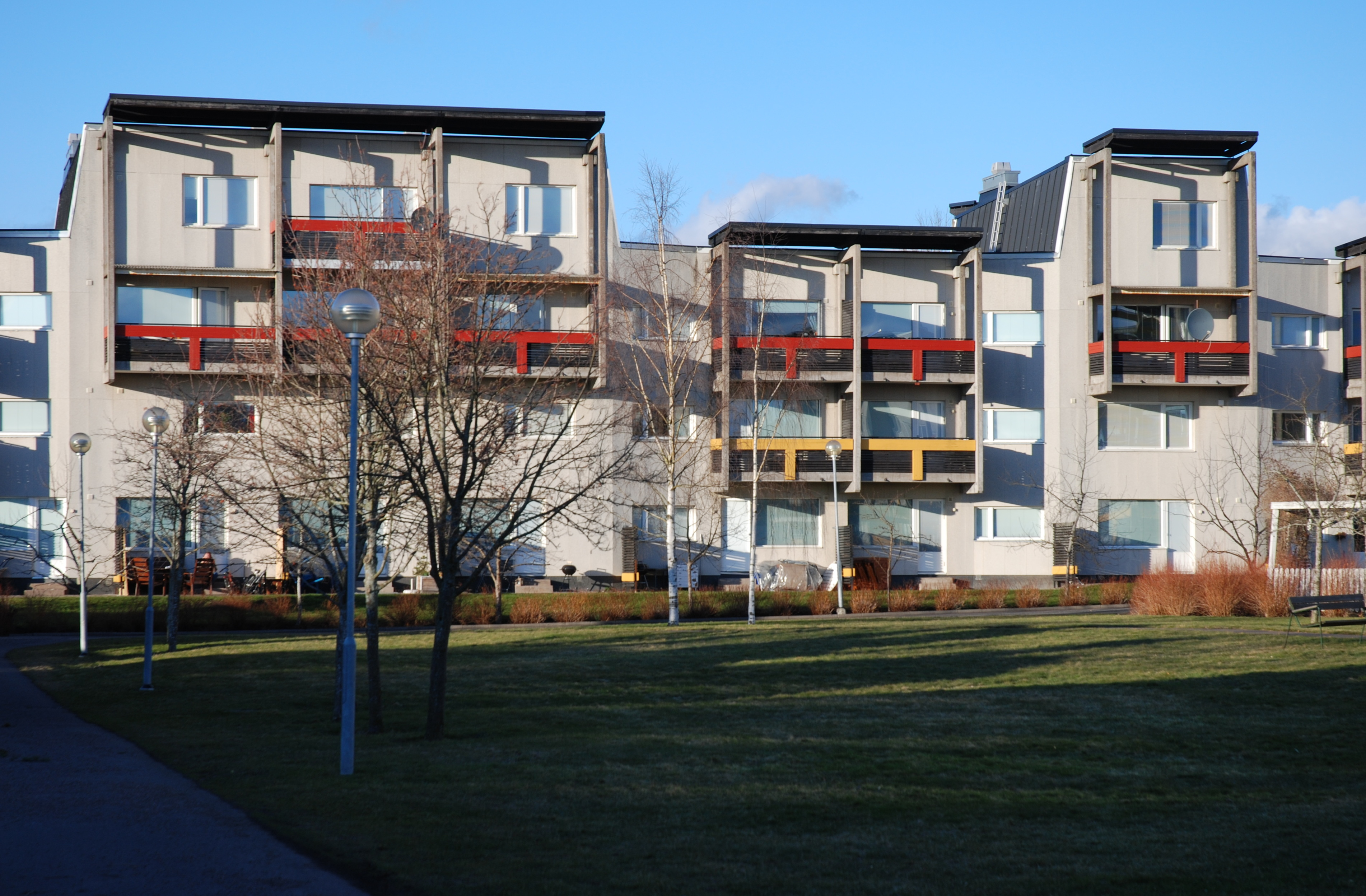
Жилой дом в Тибру
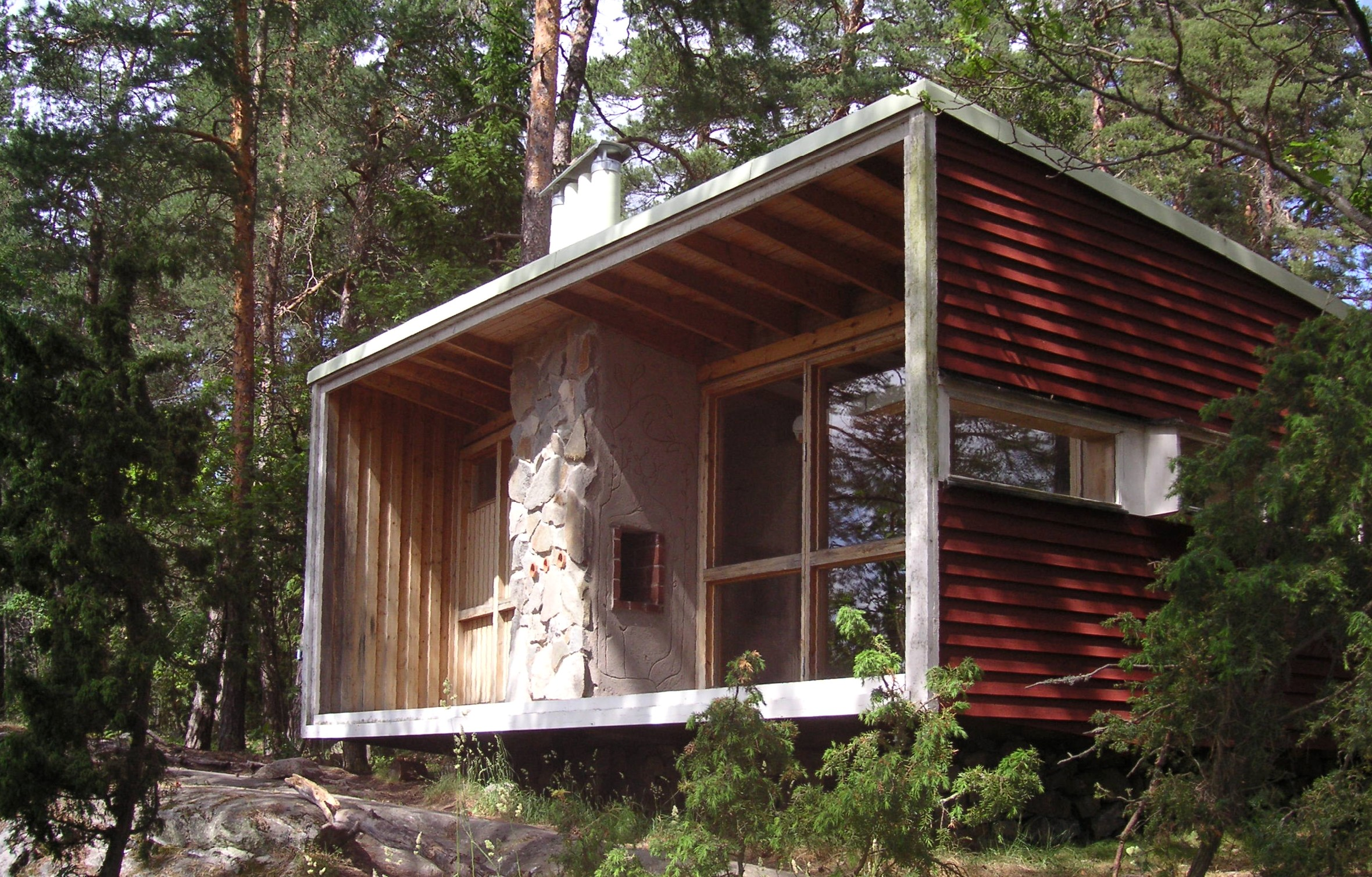
Дом-короб
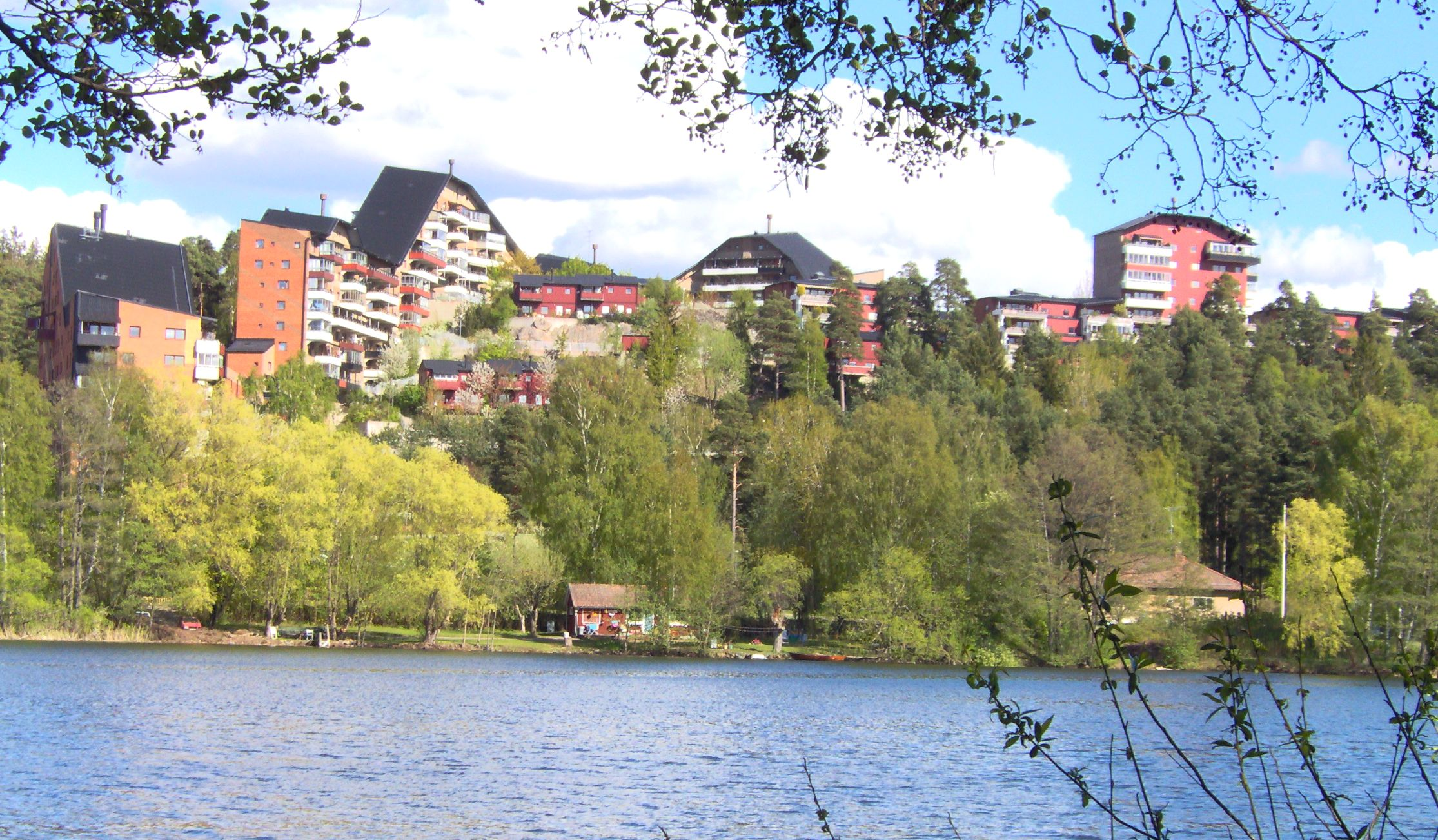
Жилой комплекс в Худдинге